# Cecil Purdy
Cecil John Seddon Purdy (27 maart 1906, Port Said (Egypte) - 6 november 1979, Sydney) was een Australisch schaker. Purdy was vier keer schaakkampioen van Australië in het bordschaak, in 1935, 1937, 1949 en de laatste keer in 1951. In dat jaar werd hem door de FIDE de titel Internationaal Meester (IM) toegekend. Hij legde zich toe op het correspondentieschaak en in 1950 werd hij daarin de eerste wereldkampioen. De ICCF verleende hem in 1953 de titel grootmeester correspondentieschaak. Hij heeft veel voor het schaken in Australië betekend, daarnaast heeft hij een aantal boeken geschreven en een schaaktijdschrift uitgegeven, de Australasian Chess Review, later genoemd Chess World.

## Secundaire literatuur
- Souvenir in commemoration of the inter-zonal match C.J.S. Purdy (Australia) vs M. Aaron (India) from 2nd March 1961, Madras State Chess Association, Madras 1961
- C.J.S. Purdy: International Master, World Correspondence Chess Champion - His Life, His Games, His Writings, geredigeerd door John Hammond en Robert Jamieson, met bijdragen van John Hanks en Anne Purdy. Beecroft 1982. Later opnieuw uitgegeven onder de titel My Search for Chess Perfection